# Lyle Muns
Lyle Muns (Maastricht, 13 januari 1994) is een Nederlands-Belgische activist. Eerst verwierf hij bekendheid met werk op het vlak van sekswerk en Hiv. Hij verwierf landelijke bekendheid in België toen hij uit de kast kwam als sekswerker tijdens zijn voorzitterschap bij de Vlaamse Scholierenkoepel. Later verhuisde hij naar Amsterdam waar hij onder meer woordvoerder van PROUD (de Nederlandse vakbond voor sekswerkers) en voorzitter bij DWARS (de jongerenorganisatie van GroenLinks) was. Op 15 april 2020 werd hij verkozen tot voorzitter van de Landelijke Studentenvakbond.

## Biografie
In 1994 werd Muns geboren in Maastricht. Daar zou hij tien jaar later vertrekken met zijn ouders om in het Vlaamse Bilzen te gaan wonen. In België was hij een tijd actief bij Jong Groen (de jongerenorganisatie van Groen), onder meer als bestuurslid. Daarna werd hij verkozen tot de voorzitter van de Vlaamse Scholierenkoepel. Hier zette hij zich in voor het verlagen van de werkdruk op middelbare scholen in Vlaanderen en de rechtspositie van scholieren. Op het einde van zijn mandaat kwam hij uit de kast als sekswerker.
In 2014 verhuisde hij naar Amsterdam om daar te beginnen aan zijn studies politicologie. Al snel richtte hij samen met Mariska Majoor en een aantal andere sekswerkers PROUD (Nederlandse vakbond voor sekswerkers) op. Hier werd hij woordvoerder. Later werd hij door de leden van de GroenLinkse jongerenorganisatie DWARS als landelijk voorzitter verkozen. Met zijn opvallende achtergrond werd hij onder andere "de nieuwe Jesse Klaver" genoemd.
Na zijn voorzitterschap richtte Lyle Muns de Facebookpagina "Red 4-FA" op om de partydrug legaal te houden. Ook nam hij initiatief tot "Expose the Racism", een undercoveronderzoek dat racisme in de uitzendbranche blootlegde. In juli 2017 kwam hij uit de kast als HIV+.

## Sekswerk
Op zijn 18de begon Muns als scholier met sekswerk in België. Naar eigen zeggen kwam hij al op jongere leeftijd in contact met betaalde seks maar weigerde hij dat altijd omdat hij bang was voor de risico's. Pas toen hij op latere leeftijd stopte met vakken vullen in de Jumbo supermarkt en geld zocht voor zijn reizen besloot hij om sekswerk eens uit te proberen. In juli 2013 maakt hij via een blog publiekelijk bekend wat zijn bijverdiensten zijn: "Ik zie niet in waarom ik me zou moeten schamen voor wat ik doe. Ik ben sekswerker, hoer, prostitué, tippelaar of hoe je het ook noemen wil. Ik verdien geld met seks en dat is goed." Op dat moment is hij nog voorzitter van de Vlaamse Scholierenkoepel. Nadat de blogpost veel reuring teweeg brengt, treedt hij af naar eigen zeggen omdat hij niet wilde dat onderwijs met zijn sekswerk geassocieerd zou worden. De Vlaamse Scholierenkoepel noemde de kwestie een privézaak en gaf aan tevreden te zijn geweest met Lyle's voorzitterschap.
Eenmaal in Nederland zet Lyle Muns zich in voor PROUD, de landelijke vakbond voor sekswerkers. Als woordvoerder legt hij prioriteit bij het doorbreken van het taboe op sekswerk. Met PROUD en andere activisten organiseerde hij de "grootste demonstratie van sekswerkers" ooit. Tijdens zijn tijd bij PROUD raakt hij betrokken bij My Red Light. Dit is een raamexploitatiebedrijf zonder winstoogmerk waarvan het management gedeeltelijk in handen is van sekswerkers zelf. In April 2017 deed My Red Light haar deuren open en zat Muns in de raad van toezicht.

## Hiv
In de zomer van 2016 wordt Muns actief bij de PrEPnu. Deze actiegroep wil dat het HIV-preventiemiddel PrEP in het basispakket komt voor risicogroepen op HIV zodat zij een extra bescherming hebben tegen het virus. In de juli 2017 kwam hij met de campagne #BePositive uit de kast als Hiv+. Naar eigen zeggen wilde hij het taboe op hiv doorbreken. In het campagnefilmpje op Facebook legt hij uit dat het stigma op Hiv soms erger is dan het virus zelf. Daarom vindt hij het belangrijk positief te blijven en geeft hij aan dat het krijgen van Hiv niet het einde van de wereld is. In een interview met gay.nl zegt hij dat hij op zoek was naar PrEP, maar dat niet kon krijgen en hij daarna een Hiv-infectie heeft opgelopen.